# Ратуша Кишинёва
Примария Кишинёва (рум. Clădirea primăriei municipiului Chișinău) — резиденция муниципальных властей Кишинёва, расположенная на бульваре Стефана Великого. Здание внесено в реестр исторических и архитектурных памятников Молдавии.

## История
В конце XIX века городской голова Кишинёва Карл Шмидт выступил с инициативой возвести новое здание Городской думы на участке земли главного бульвара города. Ранее занимаемом складом пожарной части. Проектирование здания было поручено городскому архитектору Митрофану Эллади в сотрудничестве с Александром Бернардацци. Здание Городской думы было открыто в 1901 году, после трёх лет строительных работ. Здание стало резиденцией муниципальных властей в декабре 1917 года и в нём проходила конференция большевиков Румынского фронта.
В 1941 году Рабоче-крестьянская Красная армия покидала Кишинёв и ратуша была взорвана. После ввода румынских войск в город ратушу восстановили (работы закончились в 1944 году), но из-за бомбардировки Кишинёва во время Ясско-Кишиневской операции в августе 1944 года она снова была превращена в руины. Реконструкцией в 1946—1948 годах руководил Роберт Курц по сохранившимся фотографиям здания. С 1951 года в здании снова размещались органы власти Кишинёва — мэр (примар) и городской совет.
С 1951 года ратуша в Кишинёве не реставрировалась и её техническое состояние постепенно ухудшалось. Причиной отказа от ремонта стала нехватка средств. Только в начале 2018 года примар Кишинёва Сильвия Раду сообщила, что планируется отремонтировать фасад здания.

## Архитектура
Здание было построено в стиле эклектики с явными элементами тосканской готики и ренессанса во внешнем убранстве. Занимает земельный участок между бульваром Стефана Великого и улицы Влайку Пыркэлаба. Главный вход в ратушу расположен через расположенный в углу здания ризалит, увенчанный башней с часами; над входом есть балкон. В ратуше имеется внутренний двор. С момента открытия здания на первом этаже ратуши располагались магазины, на втором — офисы, приёмная и кабинеты чиновников.

## Внешние ссылки
- Примэрия Кишинёва Официальный сайт
- Примэрия Кишинёва Facebook
- Примэрия Кишинёва Youtube
- Примэрия Кишинёва Instagram
- Примэрия Кишинёва Telegram
- Примэрия Кишинёва TikTok